# Amphiascus propinquus
Amphiascus propinquus är en kräftdjursart som beskrevs av Sars. Enligt Catalogue of Life ingår Amphiascus propinquus i släktet Amphiascus och familjen Diosaccidae, men enligt Dyntaxa är tillhörigheten istället släktet Amphiascus och familjen Miraciidae. Arten är reproducerande i Sverige. Inga underarter finns listade i Catalogue of Life.